# Il colonnello Chabert (film 1994)
Il colonnello Chabert (Le colonel Chabert) è un film del 1994 diretto da Yves Angelo.
Il soggetto è tratto dall'omonimo romanzo breve scritto nel 1835 da Honoré de Balzac.
Tra i protagonisti figurano Gérard Depardieu, Fanny Ardant, Fabrice Luchini, André Dussollier e Julie Depardieu.

## Trama
Parigi, febbraio 1817: tre anni dopo la caduta dell'Impero, l'avvocato Derville riceve la visita di uno strano individuo che afferma di essere il "defunto" Colonnello Chabert, creduto morto nella Battaglia di Eylau del 1807, dove aveva contribuito alla vittoria delle truppe napoleoniche guidando una famosa carica della cavalleria contro i russi.
L'uomo dichiara di essere sopravvissuto alla battaglia, restando sepolto sotto un mucchio di cadaveri in una fossa comune, dopo essere svenuto per le ferite riportate.
Ora, dieci anni dopo, reclama la sua identità e il proprio titolo, volendo citare in giudizio la ex moglie, che nel frattempo, durante la sua assenza, è diventata ricchissima e si è risposata con il Conte Ferraud. Derville accetta di assistere Chabert proponendo di risolvere la questione con un accordo finanziario.
Inizialmente la donna nega di riconoscere nell'uomo il marito creduto morto, rifiuta ogni accordo e cerca di manipolare l'antico amante acconsentendo a concedergli un vitalizio ma pretendendo che l'uomo firmi un documento dove dichiari di non essere il colonnello Chabert e di averne usurpato l'identità. Chabert resta disgustato dal comportamento della donna, decide di rinunciare a far valere i propri diritti, e si rifugia nella pazzia e nella misantropia in un manicomio. Derville lo andrà a trovare di tanto in tanto portandogli tabacco e pane bianco.